# José Luis Blanco Quevedo
José Luis Blanco Quevedo (Lloret de Mar, Gerona; 3 de junio de 1975) es un atleta español especializado en 3000 m obstáculos y campo a través. Logró su mayor éxito cuando se hizo con la medalla de plata en el Campeonato de Europa de 2006 celebrado en Göteborg en 3000 m obstáculos. En 2009 se proclamó campeón de España de la misma disciplina. En el Campeonato de España de 2010 dio positivo en dopaje por EPO y se le sancionó aunque posteriormente dicha sanción fue levantada cautelarmente.

## Actuaciones
José Luis Blanco de Quevedo, Wiss para sus amigos, nació en Lloret de Mar (Girona). 
Blanco, ya destacó de Junior siendo 6º del mundo en 3000 m.obs con 8’49 detrás de los africanos, después también en 3000 m. obs. Olímpico en Pekín, medallista en Campeonatos de Europa, plata en Juegos Mediterráneos y oro en juegos Iberoamericanos en Río de Janeiro (Brasil), entre los 15 mejores en 4 mundiales de 3000 m. Obstáculos del 2003 al 2009, destacando el 8º puesto de Paris, participante en nueve mundiales de cross consecutivos del 2001 al 2009 (medalla de bronce por equipos en 2002 detrás de Etiopía y Kenia). 
En 2010 dio positivo por Eritropoyetina en el Campeonato de España y fue temporalmente sancionado.
En 2013 el atleta de Lloret acabó Campeón de Europa de cross máster. En los dos últimos años en carreras en ruta destaca su victoria en la Jean Bouin de 5 km y su 3ª posición y 1er español en las 3 últimas ediciones de la cursa del corte inglés, 3º Cursa Bombers 2012 y 2014 con 30’19 o 1º Cursa del DIR de Barcelona con 30’16 en 10 km en 2014 y 1º en 2016 en la de 5 km.  José Luis obtuvo los récords de Cataluña de 5 km ruta 14’17,  5000mts indoor con 14’30 en el 2013, el de 2.000 m.obs con 5’23’0 en el año 2003 y el de 3000 m.obs con 8’12.
En agosto del 2015, el atleta de Lloret consiguió 4 medallas de oro en el campeonato del mundo máster M40 celebrado en Lyon, consiguiendo las victorias en cross por equipos e individual, en el 5000 y en 3000 m.obs siendo el atleta M40 con más medallas de oro del campeonato, que intentará repetir este año en Perth (Australia). En marzo del 2016, también revalido el título de campeón de Cataluña de 10.000m.l. en Lloret de mar, título que ya había conseguido en el 2014 y 2015. También la medalla de bronce absoluta en 3000 m.obs con récord de España máster 40 con 8’57, récord que databa desde hacía 18 años. En el 2021 baté el récord de España M45 de 3.000m.obs. y 2a mejor marca europea de todos los tiempos M45 en 3.000m.obs. con 9'21'51.
Actualmente se dedica a organizar carreras populares con el club que preside y él mismo fundó, el Club La Sansi. José Luis también financia parte de la carrera deportiva de jóvenes promesas, con unas becas que llevan su nombre, con su club. Desde 2014 es director técnico de la cursa dels Nassos de Barcelona. También fue director técnico de la Cursa de la Mercé de Barcelona en 2015, 2016 y 2017.

## Honores y premios
- 2003 - Mejor atleta catalán.
- 2003 - Mejor marca mundial del año en 2.000 m obstáculos (5:23.04).
- 2004 - Ganador en la modalidad de deportes del Premio Gerundense.
- 2006 - Mejor atleta catalán.
- 2006 al 2007 - Tercer mejor atleta español de campo a través.